# Todor Kawałdżiew
Todor Kawałdżiew, bułg. Тодор Кавалджиев (ur. 26 stycznia 1934 w Gławanie w obwodzie Stara Zagora, zm. 6 lutego 2019 w Sofii) – bułgarski polityk, więzień polityczny w czasach komunistycznych, w latach 1997–2002 wiceprezydent Bułgarii.

## Życiorys
W 1952 został zatrzymany za próbę reaktywacji lokalnych struktur chłopskiej organizacji młodzieżowej ZMS, łącznie więziony przez 11 lat w różnych jednostkach. Po zwolnieniu pracował w różnych zawodach, m.in. jako robotnik, pracownik leśnictwa, księgowy. W 1973 uzyskał dyplom z rachunkowości, szkołę średnią ukończył w 1996.
Od 1989 członek władz jednego z ugrupowań nawiązujących do Bułgarskiego Ludowego Związku Chłopskiego, współpracującego ze Związkiem Sił Demokratycznych. W latach 1990–1991 zasiadał w VII Wielkim Zgromadzeniu Narodowym (konstytuancie). W wyborach prezydenckich w 1996 wystartował u boku Petyra Stojanowa jako kandydat na wiceprezydenta. Po zwycięstwie funkcję tę pełnił od stycznia 1997 do stycznia 2002.